# Ligne de Lille aux Fontinettes
La ligne de Lille aux Fontinettes est une ligne de chemin de fer française d'une longueur de 105 kilomètres, qui dispose de deux voies à écartement standard et est électrifiée. Elle relie les gares de Lille-Flandres et des Fontinettes, à Calais, via celle d'Hazebrouck. Elle est entièrement située dans la région Hauts-de-France.
Elle est mise en service en 1848 par la Compagnie des chemins de fer du Nord et électrifiée par la Société nationale des chemins de fer français (SNCF), en 1964 de Lille à Hazebrouck, et en 1993 d'Hazebrouck aux Fontinettes (Calais).
Elle constitue la ligne no 295 000 du réseau ferré national.

## Histoire

### Chronologie
- 9 septembre 1845 : concession adjugée à la Compagnie anonyme du chemin de fer du Nord[2]
- 1er septembre 1848 mise en service de la totalité de la ligne[2]
- 1964 : mise en service de l'électrification sur la section de Lille à Hazebrouck[3]
- 1993 : mise en service de l'électrification sur la section d'Hazebrouck à Calais[4]

### Origine de la ligne
Une convention, signée le 18 mai 1838 entre le ministre des Travaux publics et Monsieur Dupouy, concède à ce dernier une ligne de Lille à Dunkerque par (selon l'orthographe de l'époque) : Armentières, Bailleul, Metterenne, Fletteren, Steenworde et Bierne. Cette convention est approuvée par une loi, le 9 juillet 1838, qui déclare la ligne d'utilité publique.
L'origine de la « ligne de Lille aux Fontinettes » se confond avec une partie de l'histoire du « Chemin du Nord » car elle correspond, de Lille à Hazebrouck, au tronc commun de l'embranchement sur Calais et Dunkerque, et d'Hazebrouck aux Fontinettes à une partie de la bifurcation sur Calais qui se poursuivait jusqu'au port. La bifurcation sur Dunkerque étant maintenant incluse dans la ligne d'Arras à Dunkerque-Locale.
La loi pour l'établissement des chemins de fer de Lille et de Valenciennes à la frontière de la Belgique est promulguée le 15 juillet 1840. Le 11 juin 1842 une loi déclare d'utilité publique l'établissement d'un chemin de fer de Paris sur la frontière de Belgique et sur l'Angleterre. Le tracé de ces lignes est précisé par la loi du 26 juillet 1844.

### Concession
Plusieurs projets sont étudiés pour des embranchements permettant de relier les ports de Boulogne, Calais et Dunkerque, mais pour Lille ils ont l'inconvénient d'allonger les parcours entre la grande ville du Nord et ces ports. Elle fait étudier un tracé plus direct qui prend de la consistance avec la publication de la loi du 15 juillet 1845 qui autorise l'adjudication à une Compagnie le « chemin de fer de Paris à la frontière de Belgique, avec embranchement de Lille sur Calais et Dunkerque »,. Le tracé de « Lille à Hazebrouck avec bifurcation sur Calais et Dunkerque » est adopté le 9 septembre 1845. Sa concession pour une durée de 30 ans est adjugée ce même jour à Rothschild frères, Hottinger, Lafitte et Blount. Cette adjudication est approuvée par une ordonnance royale le 10 septembre 1845. Les concessionnaires fondent la Compagnie anonyme du chemin de fer du Nord qui est approuvée par l'ordonnance royale du 20 septembre 1845.

### Travaux et mise en service
Les travaux sont dirigés par les ingénieurs de la compagnie : Davaine, ingénieur en chef à Lille, pour le tracé de Lille à Hazebrouck et la bifurcation jusqu'à Dunkerque, et Petit, ingénieur ordinaire à Saint-Omer, pour la bifurcation de Hazebrouck à Calais. La surveillance est exercée par les ingénieurs de l'État : Busche, ingénieur en chef à Arras, et Nehou, ingénieur en chef à Calais. Le tracé se dirige de Lille sur Armentières, Bailleul et Hazebrouck où débute la branche dirigée sur Saint-Omer et Calais.
Les travaux débutent rapidement sur la section de Lille à Hazebrouck et ne sont entrepris que le 15 juin 1847 sur l'embranchement de Calais du fait du problème posé par la station de Calais. Pour permettre l'ouverture dans les délais de l'ensemble de la ligne, il est décidé de ne construire que des édifices provisoires dans les stations et la ligne comportera deux voies entre Lille et Hazebrouck et une seule voie d'Hazebrouck à Calais. La mise en exploitation a lieu le 1er septembre 1848.
Outre la gare de Lille, les stations intermédiaires disposant d'installations provisoires sont établies à Pérenchies, Armentières, Steenwerck, Bailleul, Strazeele, Hazebrouck, Ebblinghem, Saint-Omer, Watten, Audruicq, Ardres, le terminus est la gare de Saint-Pierre-Calais,.

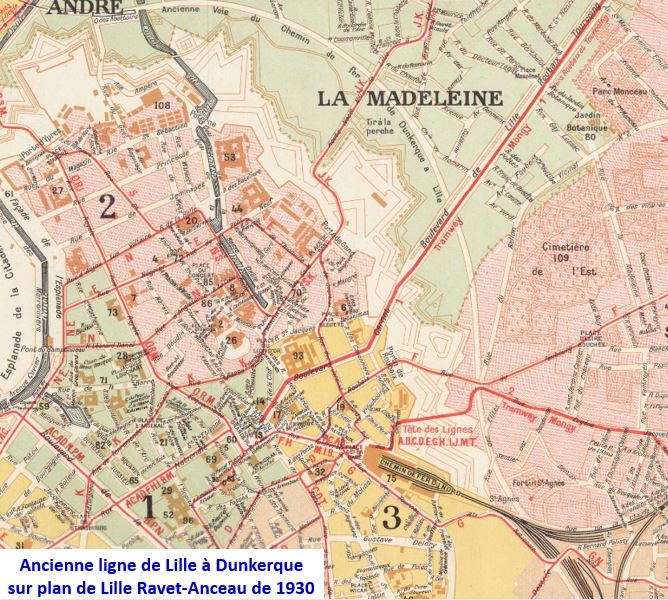
Ancien parcours de la ligne de Dunkerque à Lille.

Le tracé originel de la ligne, établi dans le prolongement de la gare de Fives et non de celle de Lille intra-muros (actuelle Lille-Flandres), longeait la zone de fortifications de Lille et rejoignait celui de la ligne actuelle à l'entrée de la gare de Saint-André. Le parcours actuel, en tronc commun avec la ligne de Fives à Mouscron jusqu'à la bifurcation du Lion d'Or, fut construit dans les années 1860. L'emprise de la voie sur ce tracé était préservée, sous forme de chemin au nord de Lille jusqu'au cours des années 1960, et d'embranchement particulier au départ de Saint-André.
Sa réutilisation fut envisagée en 1931 pour l'accès à une gare de passage qui aurait remplacé la gare terminus (actuelle gare de Lille-Flandres). Le projet ne put voir le jour en raison des difficultés financières mais l'emprise fut préservée.
L'ancienne plateforme ferroviaire disparut au cours des années 1960, lors de la construction de la ceinture autoroutière de la ville. Ce parcours correspond à celui de l'actuelle ligne TGV souterraine aux abords de la gare de Lille-Europe.

### Électrification
Maillon de la « transversale du Nord-Est », l'électrification est mise en service en 1964 par la Société nationale des chemins de fer français (SNCF) sur la section de Lille-Flandres à Hazebrouck.
La section entre Armentières et Armentières-Annexe est officiellement fermée en 1989. Elle est retranchée du réseau ferroviaire et déclassée (PK 0,374 à 1,604) par un décret du 20 septembre 1991 pour l'extension de la ZAC.
En 1993, l'ensemble de la ligne est électrifié avec la mise en service de l'électrification de la deuxième section d'Hazebrouck à Calais. L'investissement a été réalisé dans le cadre de l'ouverture du tunnel sous la Manche.

## Caractéristiques

### Tracé

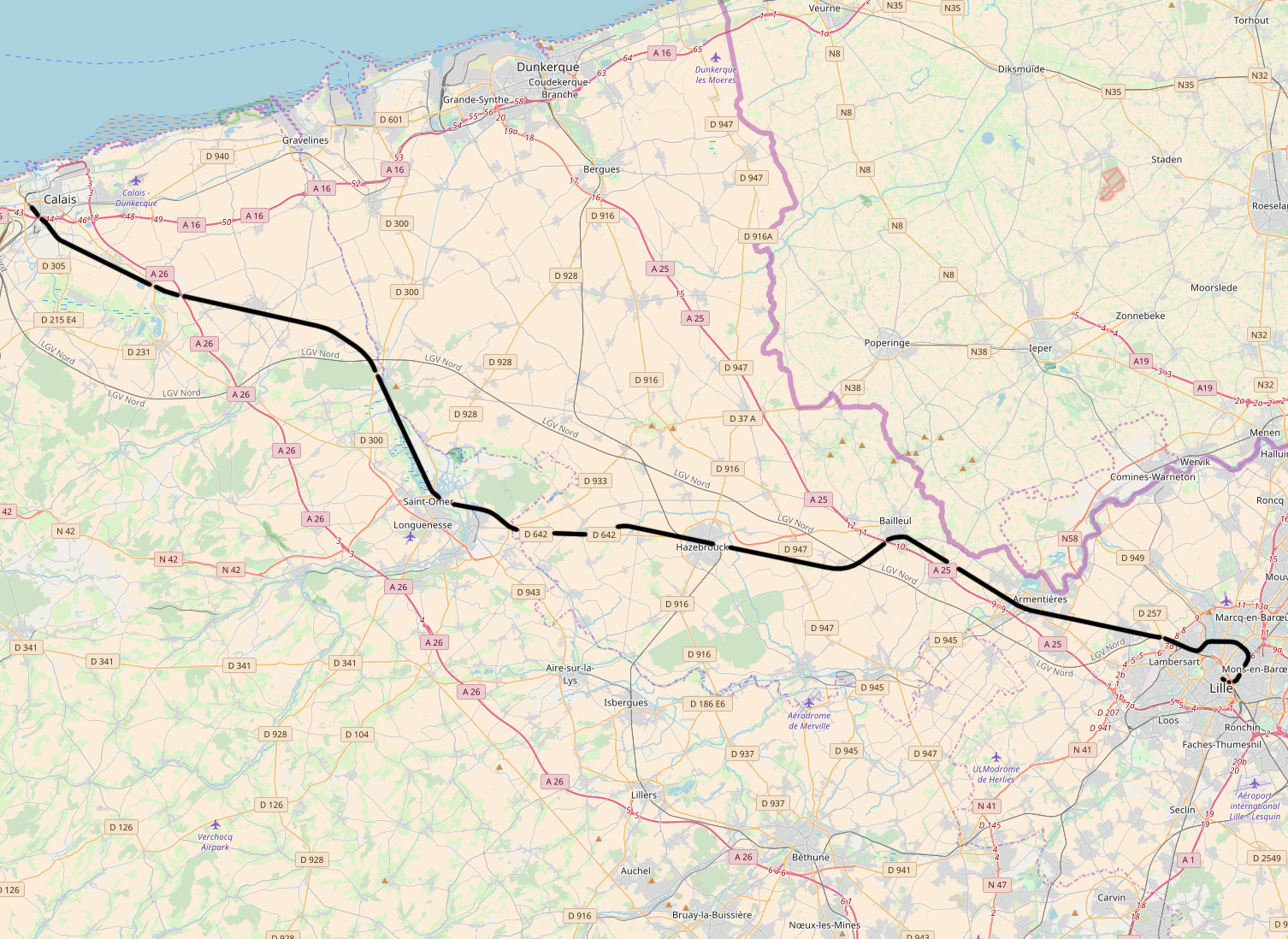
carte de la ligne.

La ligne quitte la gare de Lille-Flandres en se dirigeant vers l'est, puis contourne la ville par le nord et effectue une grande courbe pour prendre la direction de l'ouest avant d'atteindre la gare de La Madeleine (Nord). Elle franchit le canal de la Deûle et effectue une courbe vers le sud-ouest pour arriver en gare de Saint-André (Nord) avant de reprendre un tracé vers l'ouest, en parallèle quelque temps avec la LGV Nord, peu avant qu'elle ne rejoigne la gare de Pérenchies. Le tracé se poursuit rectiligne, traverse le nœud ferroviaire de la gare d'Armentières et après une légère courbe prend la direction du nord-ouest avant de franchir la Lys le tracé rectiligne passe par les gares de Nieppe et Steenwerck avant d'atteindre la gare de Bailleul après une légère courbe sur la gauche. Dirigée vers le sud-ouest, la ligne passe sous l'autoroute A25, puis sous la LGV Nord avant de reprendre un tracé rectiligne en direction de l'ouest, elle traverse la gare de Strazeele avant d'arriver en gare d'Hazebrouck, qui marque la fin du tronçon commun de l'ancien embranchement vers Calais et Dunkerque,.
Après Hazebrouck, elle s'écarte de la branche vers Dunkerque deux kilomètres après la sortie de la gare et poursuit vers l'ouest en passant par les gares d'Ebblinghem et de Renescure avant de franchir le canal de Neufossé pour arriver en gare de Saint-Omer située au nord de la ville, les militaires ayant imposé ce contournement lors de sa construction. Elle franchit l'Aa et suit sa rive gauche, où elle franchit la Houlle, jusqu'à la gare de Watten - Éperlecques. Reprend une direction nord-ouest, passe par les gares de Ruminghem, d'Audruicq et de Nortkerque avant de passer sous l'autoroute A26 et rejoindre le canal de Calais deux kilomètres avant la gare de Pont-d'Ardres et le franchissement du canal d'Ardres à sa confluence avec celui de Calais. Elle poursuit sur la rive gauche du canal jusqu'à sa confluence avec le canal de Guines qu'elle franchit pour se diriger vers Calais et la gare des Fontinettes,. et équipée du block automatique à permissivité restreinte (BAPR) et du contrôle de vitesse par balises (KVB).

### Équipement
La ligne, à double voie, est électrifiée comme la totalité de la région Nord-Pas-de-Calais en courant alternatif 25 kV ; elle est également équipée du block automatique lumineux (BAL), du contrôle de vitesse par balises (KVB) et d'une liaison radio sol-train de type GSM-R.

### Exploitation
Les trains du réseau TER Hauts-de-France circulent quotidiennement sur l'ensemble de la ligne. Certains trains la parcourent en totalité sur les missions entre Lille-Flandres et Calais-Ville. Des trains de fret y circulent aussi, notamment à destination des ports de la côte. Enfin, les TGV InOui et autres Eurostar peuvent être amenés à circuler sur cette ligne en cas de perturbations sur la LGV Nord. 

### Vitesses limites
Vitesses limites de la ligne en 2012 pour tous les types de trains en sens impair (certaines catégories de trains, comme les trains de marchandises, possèdent des limites plus faibles) :
| De                            | À                             | Limite |
| ----------------------------- | ----------------------------- | ------ |
| Lille-Flandres (PK 0,0)       | Potence « Pont des Flandres » | 30     |
| Potence « Pont des Flandres » | Saint-André (PK 8,0)          | 110    |
| Saint-André (PK 8,0)          | Hazebrouck (PK 46,2)          | 140    |
| Hazebrouck (PK 46,2)          | PK 58,9                       | 120    |
| PK 58,9                       | Calais (bif. de Coulogne)     | 140    |
| Calais (bif. de Coulogne)     | Calais-Ville                  | 100    |